# Sirenia (mammifère)
Pour les articles homonymes, voir Sirenia.
Ordre
Familles de rang inférieur
- Dugongidae
- Trichechidae
- †Hydrodamalis
- †Prorastomidae
- †Protosirenidae

Classification phylogénétique
- Ongulés
  - Tubulidentés
  - Cétongulés
    - Cétartiodactyles
    - Altongulés
      - Périssodactyles
        - Mésaxoniens
          - Équidés
          - Rhinocérotidés
          - Tapiridés

        - Hyracoïdes

      - Téthythériens
        - Siréniens
        - Proboscidiens

Les Siréniens (Sirenia) sont un ordre de mammifères marins aquicoles compris dans les Afrothériens.
Les Siréniens vivants sont :
- les Dugongidés, la famille du Dugong (seule espèce vivante) ;
- les Trichéchidés, la famille des Lamantins (trois à quatre espèces vivantes).

Ce sont des animaux aquatiques herbivores, qui broutent les plantes aquatiques, et que l'on trouve essentiellement dans les zones tropicales et dans l'hémisphère sud.

## Description
| |  |  |
| Les palettes natatoires des lamantins (à gauche) résultent d'une convergence évolutive, car les plus proches cousins des siréniens ne sont pas les autres mammifères aquatiques mais les éléphants (patte de droite). |  |  |

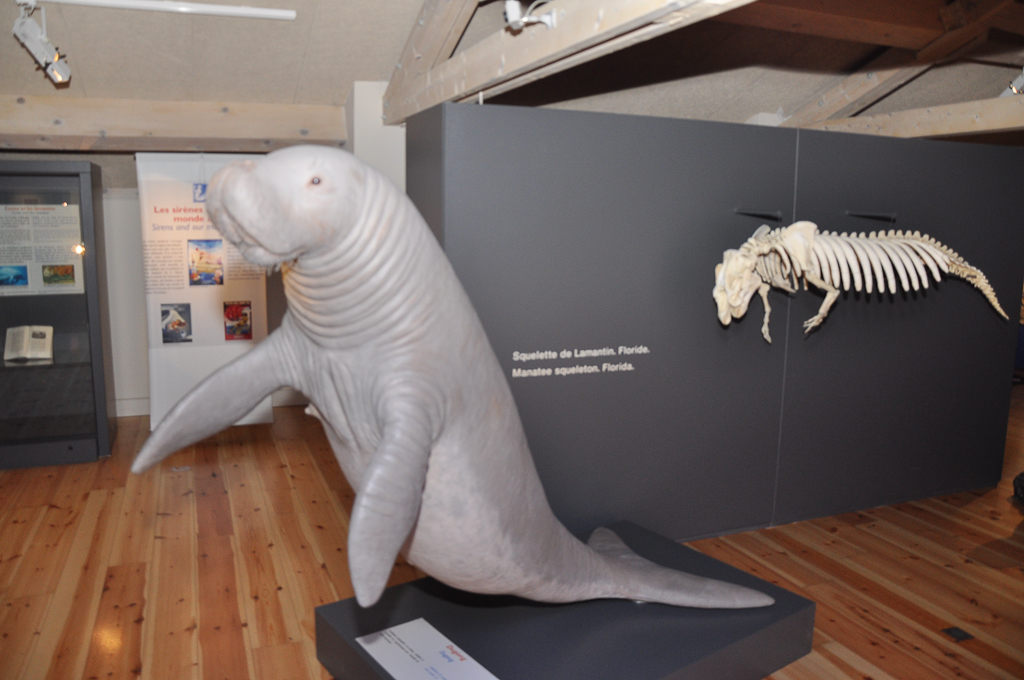
Le musée des sirènes et des fossiles se visite dans la Maison Nature et Patrimoine de Castellane.

Leur corps massif, associé à leur comportement placide, vaut à ces mammifères le surnom de « vaches de mer » ou « vaches marines ». Ce corps s'effile progressivement vers l'arrière, devenant fusiforme. Sans cou marqué, ils ont un crâne massif caractérisé par de fortes arcades zygomatiques et un énorme développement de la mâchoire supérieure : la lèvre s'élève et s'arrondit pour former un disque labial souple et sensible. Ils ont des membres antérieurs transformés en palette natatoire mais ont perdu leurs membres postérieurs (seuls des vestiges de ceinture pelvienne subsistent). Ce corps se termine par une nageoire caudale aplatie horizontalement. On distingue facilement le lamantin, à la nageoire caudale ronde, du dugong (et de la rhytine, éteinte), à la nageoire caudale concave bifurquée, comme les cétacés.
Les siréniens, comme les cétacés, sont recouverts d'une épaisse couche de lard juste en dessous de leur cuir qui leur sert d'isolant. L'eau conduit en effet la chaleur 25 fois mieux que l'air à même température et surtout a une capacité thermique volumique bien plus élevée, ce qui facilite le refroidissement des animaux à sang chaud. La graisse étant un excellent isolant, elle est présente chez la plupart des animaux marins à sang chaud.
Proches parents des éléphants avec qui ils sont rassemblés au sein de l'ordre des Tethytheria, ils partagent bon nombre de caractéristiques anatomiques avec eux : yeux situés très en avant du crâne par rapport à la rangée dentaire, doigts avec 3 ou 4 ongles plats et réduits chez les lamantins (qui ne sont donc ni des griffes ni de véritables sabots mais témoignent de la vie terrestre de leurs ancêtres), testicules internes (enfermés dans la cavité abdominale), nombre identique de vertèbres, absence de clavicule, mamelles pectorales placées entre les membres antérieurs du torse (comme celles des primates), cœur bifide.
Tous les Siréniens fréquentent des eaux peu profondes (côtes et fleuves) des tropiques. Ils sont des herbivores opportunistes qui broutent les prairies de zostères et d'algues sous-marines (ils consomment en moyenne 30 kg de végétaux par jour). 
La présence de mamelles pectorales qui gonflent lors l'allaitement et de membres antérieurs articulés permettant aux femelles de tenir leur petit dans leurs bras, ont probablement été les éléments qui ont incité le zoologiste Illiger à choisir le nom de l'ordre en référence aux sirènes mythologiques.

## Répartition
Originaires des eaux de la Thétys occidentale durant l'éocène il y a environ 50 Ma,  leur diversité décline depuis l'oligocène, en réponse à une diminution de leur aire d'alimentation lors de la fermeture de la Thétys. 
Alors que leur répartition était étendue plus au nord, sous l'effet d'un climat occasionnellement plus chaud sous ces latitudes, les siréniens actuels ont été chassés par les indigènes et subissent la régression de leurs habitats, et n'occupent plus que les eaux tropicales ou subtropicales où ils sont, pour la plupart, endémiques, surtout les lamantins.

## Systématique

### Place au sein du vivant
L'ordre Sirenia est créé par Illiger en 1811 pour placer ces mammifères marins, en référence aux sirènes des mythologies grecque et scandinave (il semble bien, cependant, qu’inversement, des navigateurs tels que Christophe Colomb aient donné corps à la légende des sirènes à partir d'observations de lamantins). En 1997, McKenna et Bell proposent, dans un cadre phylogénétique, de donner à ce taxon le rang d'infra-ordre dans le sous-ordre Tethytheria McKenna, 1975 et l'ordre Uranotheria McKenna et Bell, 1997.
- Paenungulata
  - Hyracoidea
  - Tethytheria
    - Proboscidea
    - Sirenia

### Classification
Liste des taxons établis, selon World Register of Marine Species (2 septembre 2018) :
- famille Dugongidae Gray, 1821
  - genre Dugong Lacépède, 1799
    - espèce Dugong dugon (Müller, 1776) -- Dugong

  - genre Hydrodamalis Retzius, 1794 †
    - espèce Hydrodamalis gigas (Zimmerman, 1780) † -- Rhytine de Steller
- famille Prorastomidae Cope, 1889 †
- famille Protosirenidae Sickenberg, 1934 †
- famille Trichechidae Gill, 1872
  - genre Trichechus Linnaeus, 1758
    - espèce Trichechus inunguis (Natterer in von Pelzeln, 1883) -- Lamantin d'Amazonie
    - espèce Trichechus manatus Linnaeus, 1758 -- Lamantin des Caraïbes
      - sous-espèce Trichechus manatus manatus -- Lamantin des Antilles
      - sous-espèce Trichechus manatus latirostris -- Lamantin de Floride

    - espèce Trichechus senegalensis Link, 1795 -- Lamantin d'Afrique

## Lamantins
La famille de l'ordre des siréniens la plus représentée est celle des trichéchidés, qui comprend trois espèces :
- le Lamantin des Caraïbes (Trichechus manatus), qui comprend deux sous-espèces :
  - le Lamantin des Antilles (Trichechus manatus manatus),
  - le Lamantin de Floride (Trichechus manatus latirostris).

Certains auteurs considèrent que ces deux sous-espèces sont en fait deux espèces distinctes, ce qui porterait à quatre le nombre des espèces de lamantins.
- le Lamantin d'Afrique (Trichechus senegalensis), qui vit en Afrique de l'ouest, aussi bien sur la côte que dans les lacs et rivières de l'intérieur des terres.
- le Lamantin d'Amazonie (Trichechus ininguis), qui vit en Amérique du Sud.

La disposition du squelette de leurs pattes avant, les coudes orientés vers l'avant, ne leur permet pas de les plier.

## Dugongidés
L'autre famille de siréniens est celle des dugongidés, qui n'a qu'un seul représentant vivant : le Dugong. Celui-ci vit essentiellement dans l'océan Indien, près des côtes. Contrairement aux lamantins, ses pattes antérieures ont leur coude orienté vers l'arrière, ce qui lui permet de les plier et de pouvoir amener ainsi la nourriture à sa bouche. Leur cri est le chant, on dit qu’ils chantent, comme le lamantin.
Une autre espèce de dugongidé, la Rhytine de Steller (Hydrodamalis gigas), fut exterminée par l'homme quelques années après sa découverte au XVIIIe siècle. Elle mesurait environ 7 mètres de long.

## Galerie

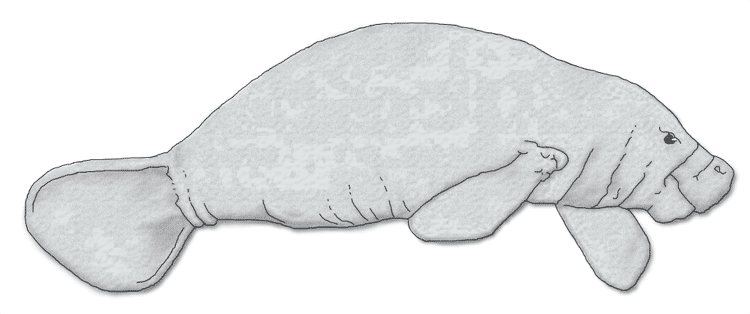
Lamantin d'Amazonie
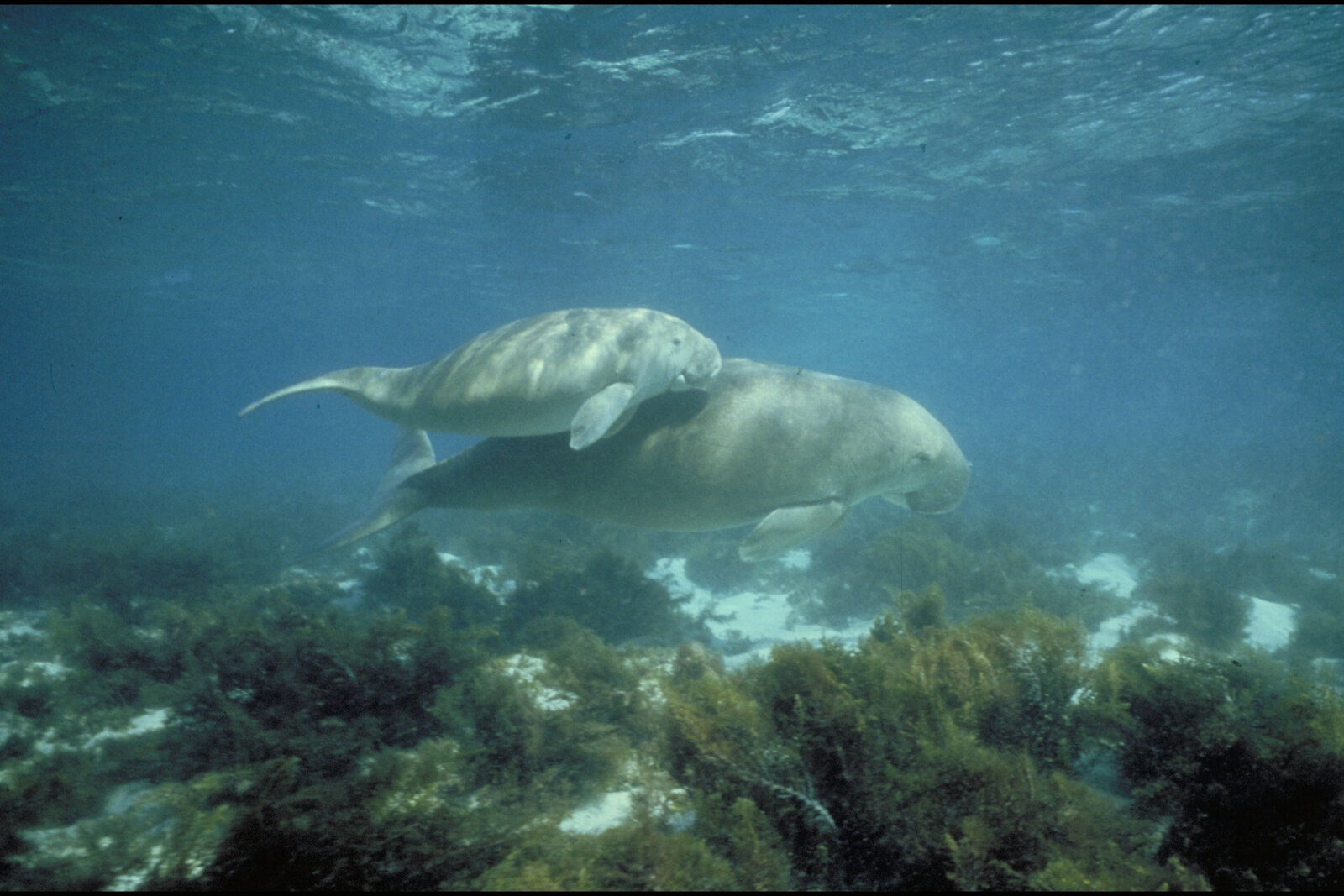
Dugong
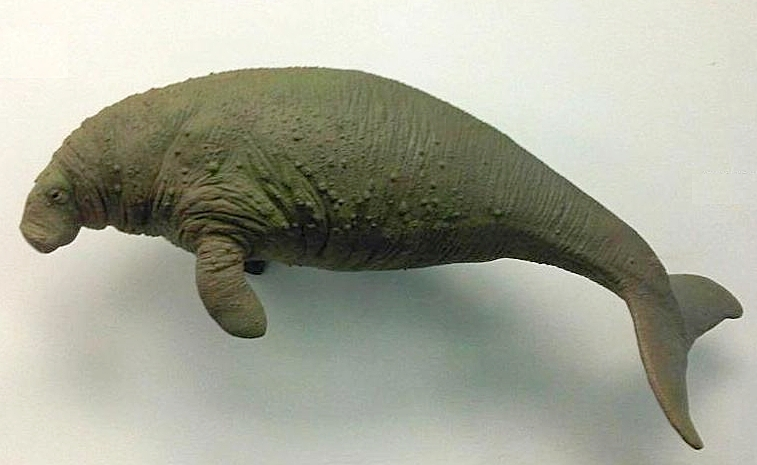
Rhytine de Steller (éteinte depuis 1768)